# Irvin Huertas
Irvin Miguel Huertas Cruz (Santa Cruz, 21 de febrero de 1993) es un exfutbolista costarricense que jugaba como delantero y su último equipo fue el Municipal Liberia del fútbol de primera división de Costa Rica.

## Trayectoria
Inició su carrera en las ligas menores del Club Sport Herediano, donde haría su debut en el fútbol de la Primera División de Costa Rica el 11 de marzo de 2012 ante el Limón Fútbol Club. Se proclama campeón del Campeonato de Verano 2012, donde además ha obtenido un subcampeonato del Campeonato de Invierno 2012. A niveles de selecciones nacionales disputó la Copa Mundial de Fútbol Sub-17 de 2009.

## Selección nacional
Irvin Huertas fue convocado por primera vez a la Selección de Costa Rica para un amistoso ante Nicaragua que se realizó en el estadio Edgardo Baltodano de Liberia como parte de un microciclo. La Selección se impuso 1-0 con un solitario gol de Kendall Waston.
| Partidos | Partidos  | Partidos  | Partidos                | Partidos            | Partidos    | Partidos | Partidos           | Partidos      | Partidos |
| N.º      | Rival     | Resultado | Fecha                   | Lugar               | Competencia | Goles    | Cambio             | DT            |          |
| -------- | --------- | --------- | ----------------------- | ------------------- | ----------- | -------- | ------------------ | ------------- | -------- |
| 1        | Nicaragua | 1:0 (0:0) | 16 de diciembre de 2015 | Liberia, Costa Rica | Amistoso    | -        | 70' por Roy Miller | Óscar Ramírez |          |

### Participaciones en Copas del Mundo
| Mundial                               | Sede  | Resultado      |
| ------------------------------------- | ----- | -------------- |
| Copa Mundial de Fútbol Sub-17 de 2009 | Níger | Fase de grupos |

## Clubes
| Club                 | País       | Año         |
| -------------------- | ---------- | ----------- |
| Club Sport Herediano | Costa Rica | 2012 - 2014 |
| Municipal Liberia    | Costa Rica | 2014 - 2016 |